# Al Plastino
Al Plastino (Nova Iorque, 15 de dezembro de 1921 – 25 de novembro de 2013) foi um desenhista norte-americano, mais conhecido por seu trabalho nas tiras de quadrinhos Ferd'nand, e pelo trabalho nas tiras de jornal de Batman e ainda em vários títulos da série de quadrinhos do Superman, da DC Comics, dentre as quais Superboy e Lois Lane. 
Junto a Otto Binder foi criador da Supergirl, na Action Comics # 252 (maio 1959). Foi também co-criador da Legião dos Super-Heróis, que veio a se tornar um dos principais personagens da DC.